# ناصر الدين محمد بن أرسلان
ناصر الدين محمد بن أرسلان هو آخر حكام إمارة بني جوبان، حكم بين 1292-1309.

## فتره حكمه
استمرت الغارات على الحدود البيزنطية في عهد محمد بك بن أرسلان. وكان شقيقه علي بك هو قائد هذه المداهمات. عبر علي بك نهر صقاريا بغاراته، لكنه وقع فيما بعد اتفاقية سلام مع بيزنطة. وبهذا الاتفاق تجمع التركمان بجوار علي بك حول عثمان بك.
وفي عام 1309 قام سليمان بك الأول بن جاندار بك بأسر وقتل قصر محمد بن أرسلان في قسطموني. وبهذا الحدث انهارت إمارة بني جوبان واستولى عليها بنو جاندار.